# Henrique II de Brabante
Henrique II de Brabante (Lovaina, 1207 – Lovaina, 1 de fevereiro de 1248) foi duque de Brabante de 1235 a 1248. Foi filho de Henrique I de Brabante, duque de Brabante, e de Matilde da Bolonha (1150 - 1210), filha de Mateus da Alsácia (1130 - 1173) e de Maria de Blois (1136 - 1182).
Logo após o nascimento, foi feito noivo de uma filha de Felipe da Suábia, rei dos Romanos e adversário de Othon IV de Brunswick. Seu pai entrega-lhe a maioria das terras conquistadas, e aparece em cartas e diplomas, ao lado do mesmo, a partir de 1221. Foi feito cavaleiro em 1226. Em 1228, participa na campanha contra o arcebispo de Colónia.
É o sucessor de seu pai em 1235. Em 1237, foi implicado na guerra entre o bispado de Liége e a família de Limburgo, e então nas lutas por poder que se seguiram à morte do bispo, pela eleição de seu sucessor. A guerra só termina em 1243. Após essa data, Henrique II não mais interfere nos assuntos do Império, dedicando-se à gestão de seu ducado.

## Casamento e filhos
Casa-se em primeiras núpicias, anteriormente a 1215, com Maria de Hohenstaufen (1201 † 1235), filha de Felipe da Suábia (1176 - 1208), rei dos Romanos e de Irene Angelina, Rainha de Constantinopla, de quem teve:
1. Henrique III († 1261), duque de Brabante;
2. Felipe, falecido jovem;
3. Matilde de Brabante (1224 † 1288), casada em 1237 com Roberto I de Artois (1216 † 1250), conde de Artois, e, em 1254, com Guy III de Châtillon († 1289), conde de Saint-Pol;
4. Beatriz (1225 † 1288), casada em 1241 com Henrique Raspe († 1247), landgrave de Turíngia e, então, rei dos Romanos, e, em 1247, com Guilherme III de Dampierre (1224 † 1251), conde de Flandres;
5. Maria (1226 † 1256), casada em 1254 com Luís II de Wittelsbach (1229 † 1294), duque da Baviera;
6. Margarida († 1277), abadessa de Herzogenthal.

O segundo casamento acontece por volta de 1240, com Sofia de Turíngia (1224 † 1275), filha de Luís IV de Turíngia, landgravo da Turíngia, e de Elisabete de Hungria, de quem teve:~
1. Henrique I (1244 † 1308), landgravo de Hesse, chefe da casa de Hesse;
2. Elisabete (1243 † 1261), casada em 1254 com Alberto I (1236 † 1279), duque de Brunswick.